# International Journal of Public Health
Das International Journal of Public Health ist eine wissenschaftliche Fachzeitschrift. Sie gehört seit 2012 der Swiss School of Public Health (SSPH+) – einer Stiftung der Schweizer Hochschulen. Bis 2020 erschien sie als Hybrid-Zeitschrift bei Springer Publishing New York. Seit 2021 publiziert SSPH+ die Zeitschrift im Golden Open Access Modell beim Lausanner Verlag Frontiers. Der Titel bedeutet auf Deutsch so viel wie Internationale Zeitschrift für Bevölkerungsgesundheit. Die globale Ausrichtung der Zeitschrift lässt sich in der Herkunft der multi-disziplinär verankerten Autoren ihrer Artikel erkennen: sie stammen von allen Kontinenten, wobei Europa und Nordamerika übervertreten bleiben.

## Erscheinungsverlauf
Die Zeitschrift hat die folgenden Vorgängerinnen:
Von 1900 bis 1920 gab die Schweizerische Gesellschaft für Schulgesundheitspflege im Fretz Verlag in Zürich das Jahrbuch der Schweizerischen Gesellschaft für Schulgesundheitspflege heraus.
Die Gesellschaft änderte ihren Namen in Schweizerische Gesellschaft für Gesundheitspflege und gab von 1921 bis 1928 im Gutzwiller Verlag in Zürich die Schweizerische Zeitschrift für Gesundheitspflege und Archiv für Sozialfürsorge heraus.
Die Zeitschrift änderte ihren Namen und erschien von 1929 bis 1933 im Gutzwiller Verlag in Zürich als Schweizerische Zeitschrift für Hygiene und Archiv für Wohlfahrtspflege.
Von 1934 bis Dezember 1955 erschien die Zeitschrift im Zürcher Orell Füssli Verlag unter dem Namen Gesundheit und Wohlfahrt.
Die Gesellschaft änderte ihren Namen in Schweizerische Gesellschaft für Sozial- und Präventivmedizin und gab, zusammen mit dem Schweizerischen Nationalkomitee für Geistige Gesundheit und mit der Studiengruppe für Gesundheitsschutz in Industrie und Gewerbe, von 1956 bis 1973 die Zeitschrift für Präventivmedizin: offizielles Organ der Schweizerischen Gesellschaft für Sozial- und Präventivmedizin heraus.
Von 1974 bis 2006 veröffentlichte die Schweizerische Gesellschaft für Sozial- und Präventivmedizin im Birkhäuser Verlag die Zeitschrift Sozial- und Präventivmedizin (Social and Preventive Medicine). Seit 2007 erscheint sie im Springer Verlag (Herausgeber). Die Zeitschrift ist seit 2012 im Besitz der Swiss School of Public Health SSPH+, welche 2005 gegründet wurde. Die einst 3-sprachige Zeitschrift erscheint nunmehr nur noch in Englisch. In den ersten Jahren erfolgte die Betreuung seitens des Herausgebers durch Springer Basel (als Nachfolge von Birkhäuser); von 2014 bis 2020 wurde IJPH durch Springer New York betreut. Der Impact Factor von IJPH ist seit 2008 von 0.61 auf 3.30 (2020) angestiegen.